# King Shaka International Airport

i7
i11
i13
Der King Shaka International Airport (IATA-Code: DUR, ICAO-Code: FALE) ist der internationale Flughafen von Durban, Südafrika. Er liegt etwa 35 km nördlich bei La Mercy. Er dient als Drehkreuz von South African Airways.

## Geschichte
Der King Shaka International Airport ersetzte am 1. Mai 2010, einen Monat vor Beginn der Fußball-Weltmeisterschaft, den Internationalen Flughafen Durban, der am gleichen Tag geschlossen wurde. Der Flughafen wurde von Osmond Lange Architects and Planners entworfen und soll 6,8 Milliarden Rand (ca. 690 Millionen Euro) gekostet haben. Der Flughafen ist nach dem Zulu-König Shaka benannt.

## Flughafenanlagen

### Passagierterminal
Im südwestlichen Teil des Flughafens liegt das 103.000 m² große Gebäude, in dem sowohl nationale als auch internationale bzw. einige außerafrikanische Flüge abgefertigt werden. Es wird außerdem Fluggastbrücken für den Airbus A380 haben. Die anfängliche PAX-Kapazität von 7,5 Millionen/Jahr liegt 3 Millionen über dem alten Airport und ist bei Bedarf modular erweiterbar.

### Frachtterminal
Das Frachtterminal mit einer Fläche von 15.000 m² wird eine Kapazität von 150.000 Tonnen pro Jahr haben. Es wird zudem auf 100.000 m² und 1 Million Tonnen ausbaufähig sein.

### Startbahn
In der ersten Bauphase ist die Startbahn mit 3700 m Länge ausgebaut. Bei Bedarf ist der Bau einer zweiten, parallelen Startbahn bereits eingeplant.

## Fluggesellschaften und Ziele
Aus deutschsprachigen Ländern gibt es keine Direktflüge; der Flughafen wird aus Europa nur mit Turkish Airlines über Istanbul oder mit British Airways über London bedient. Außerdem gibt es internationale Flüge mit Emirates über Dubai, Qatar Airways über Doha und mit Ethiopian Airlines über Addis Abeba. Sonst werden internationale Flüge mit Stopover in Johannesburg und Kapstadt angeboten (Stand: Dezember 2014).

## Verkehrsanbindung
Per KFZ ist der Flughafen über die Autobahn N2 über die Schnellstraße M65. erreichbar.
Später soll auch eine Zuganbindung erfolgen.

## Verkehrszahlen
| Jahr    | Fluggastaufkommen | Flugbewegungen |
| ------- | ----------------- | -------------- |
| 2018/19 | 5.993.161         | 51.131         |
| 2017/18 | 5.624.170         | 54.066         |
| 2016/17 | 5.220.002         | 55.035         |
| 2015/16 | 4.930.155         | 50.852         |
| 2014/15 | 4.524.894         | 49.455         |
| 2013/14 | 4.465.088         | 49.957         |
| 2012/13 | 4.668.467         | 52.484         |

1. ↑  Die Verkehrszahlen gelten für die Geschäftsjahre, diese enden jeweils am 31. März.